# اینترانیا، سوئیس
اینترانیا، سوئیس (به لاتین: Intragna) یک منطقهٔ مسکونی در سوئیس است که در کانتون تیچینو واقع شده‌است.

## خصوصیات
اینترانیا  ۸۸۵ نفر جمعیت دارد.